# Теджер, Ахмет
Ахмет Кутси Теджер (4 сентября 1901 — 23 июля 1967) — турецкий поэт, политик и деятель телевидения.

## Биография
Родился в Иерусалиме, поэтому получил прозвище «Кутси» (святой). В детстве в связи с работой отца семья часто переезжала. Теджер окончил лицей в Кадыкёе, а также сельскохозяйственный лицей Халкалы. После этого поступил в Стамбульский университет. Во время учёбы опубликовал свои первые поэмы в журнале «Dergâh», издаваемом Яхья Кемалем и Ахметом Хашимом.
В 1925-28 годах изучал медицину во французском Сорбоннском университете. Во Франции также увлёкся изучением фольклора. В 1929 году окончил Стамбульский университет. Одновременно с этим публиковался в журнале «Halk Bilgisi». Затем работал преподавателем в Сивасе.
Принимал участие в создании государственной консерватории, также благодаря Теджеру его знакомый Музаффер Сарысёзен смог занять должность главы архива фольклора.
Избирался членом Великого национального собрания Турции от Аданы и Урфы. Также он возглавлял одно из подразделений «Halkevleri», посредством которого прославились ряд поэтов, в том числе Ашик Вейсель и Али Иззет.
Входил в состав исполнительного комитета ЮНЕСКО от Турции. Также принимал участие в деятельности ряда различных государственных учреждений, в том числе института изучения фольклора и турецкого лингвистического общества.
Преподавал в стамбульской и государственной консерваториях, галатасарайском лицее и стамбульском институте радио и журналистики.
Умер 23 июля 1967 года. Похоронен на кладбище Зинджирликую.
Стиль Теджера как поэта имеет общие черты со стилем Мехмета Эмина, Рызы Тевфика и Яхьи Кемаля.